# Les Papillons noirs
 (octobre 2022).
La mise en forme du texte ne suit pas les recommandations de Wikipédia : il faut le « wikifier ».
Les points d'amélioration suivants sont les cas les plus fréquents :
- Les titres sont pré-formatés par le logiciel. Ils ne sont ni en capitales, ni en gras.
- Le texte ne doit pas être écrit en capitales (les noms de famille non plus), ni en gras, ni en italique, ni en « petit »…
- Le gras n'est utilisé que pour surligner le titre de l'article dans l'introduction, une seule fois.
- L'italique est rarement utilisé : mots en langue étrangère, titres d'œuvres, noms de bateaux, etc.
- Les citations ne sont pas en italique mais en corps de texte normal. Elles sont entourées par des guillemets français : « et ».
- Les listes à puces sont à éviter, des paragraphes rédigés étant largement préférés. Les tableaux sont à réserver à la présentation de données structurées (résultats, etc.).
- Les appels de note de bas de page (petits chiffres en exposant, introduits par l'outil «  Source ») sont à placer entre la fin de phrase et le point final[comme ça].
- Les liens internes (vers d'autres articles de Wikipédia) sont à choisir avec parcimonie. Créez des liens vers des articles approfondissant le sujet. Les termes génériques sans rapport avec le sujet sont à éviter, ainsi que les répétitions de liens vers un même terme.
- Les liens externes sont à placer uniquement dans une section « Liens externes », à la fin de l'article. Ces liens sont à choisir avec parcimonie suivant les règles définies. Si un lien sert de source à l'article, son insertion dans le texte est à faire par les notes de bas de page.
- La présentation des références doit suivre les conventions bibliographiques. Il est recommandé d'utiliser les modèles {{Ouvrage}}, {{Chapitre}}, {{Article}}, {{Lien web}} et/ou {{Bibliographie}}. Le mode d'édition visuel peut mettre en forme automatiquement les références.
- Insérer une infobox (cadre d'informations à droite) n'est pas obligatoire pour parachever la mise en page.

Pour une aide détaillée, merci de consulter Aide:Wikification.
Si vous pensez que ces points ont été résolus, vous pouvez retirer ce bandeau et améliorer la mise en forme d'un autre article.
Les Papillons noirs est une mini-série française en six épisodes d'environ 55 minutes créée par Bruno Merle et Olivier Abbou, mise en ligne le 7 septembre 2022 sur le site d'Arte, et à la télévision du 22 au 29 septembre 2022. Elle a été mise en ligne sur Netflix le 15 octobre 2022.
La série suit Mody, écrivain en panne d'inspiration, qui accepte d'écrire les mémoires d'Albert, un vieil homme qui lui raconte sa jeunesse. Orphelin de guerre, il avait noué une amitié qui se transforma en amour avec Solange, « fille de boche » dont la mère se prostituait. Adolescente, Solange tue un homme qui tente de la violer, et Albert la protège. S'ensuit une vie d'amour et de mort.

## Synopsis
Adrien Winckler, alias Mody, écrivain diabétique en panne d'inspiration, la quarantaine, est contacté par Albert Desiderio, un vieil homme soucieux de mettre en forme ses souvenirs avant de disparaître.
Adrien, qui vit avec Nora – chercheuse en médecine spécialisée en épigénétique – a un passé déjà chargé : combats de boxe clandestins en Thaïlande, alcool, bagarres, prison, etc. Il est le fruit de la brève relation de Catherine – une infirmière en retraite qui vit seule, qu'il voit de temps en temps et qui parfois lui administre son insuline – et d'un médecin belge flamand, Vim Winckler, décédé.
Soucieux de mieux connaître ses origines, il va un jour à Bruxelles pour tenter de prendre contact avec le frère de son père, riche industriel, qui, hostile, le chasse avec colère et mépris, sans qu'Adrien comprenne la raison d'une telle haine.
Albert et Adrien commencent à se voir régulièrement dans la vieille ferme d'Albert, près d'Arras. Les souvenirs d'Albert sont enregistrés sur le petit dictaphone d'Adrien. Et Albert commence à raconter : son enfance triste et grise à la fin des années cinquante dans un orphelinat catholique, l'hostilité des gosses de riches, puis l'éblouissement : sa rencontre avec Solange, encore gamine, fille d'une femme tondue à la Libération. La relation fusionnelle entre ces deux êtres rejetés par leurs semblables est très vite exclusive, surtout de la part d'Albert.
On les retrouve quelques années plus tard, à la sortie de l'adolescence, et c'est là qu'interviennent leurs deux premiers meurtres, celui de deux frères sur une plage, l'aîné qui a tenté de violer Solange, est tué par celle-ci d'un coup de tire-bouchon au cou tandis qu'Albert va noyer le plus jeune pour que le crime reste sans témoin.
Estomaqué, Adrien s'attelle sans plus tarder à écrire « L'histoire d'Albert et Solange ». En cachette, Nora se risque à parcourir le roman qui s'ébauche et, impressionnée, va en parler à Catherine, la mère de son compagnon.
Pendant ce temps, Carrel, un policier étonnamment opiniâtre, continue à enquêter avec sa collègue Mathilde sur une série de meurtres remontant à des décennies, jamais élucidés.
Albert poursuit son récit : grâce à un petit pécule hérité après la mort de la mère de Solange, Ils ouvrent un salon de coiffure. Puis, toujours aussi jaloux et possessif, pour être le seul à être aimé de Solange, Albert force celle-ci à avorter. Et, en 1972, c'est le deuxième meurtre, celui de Steven Powell, un jeune photographe réputé, sur la Côte d'Azur, avec lequel le couple avait commencé à sympathiser et qui, en cette période de grande libération sexuelle, a cru pouvoir en profiter pour abuser de Solange. 
Sonné, Adrien ne veut plus en entendre davantage et stoppe brutalement sa collaboration. Dans un premier temps, il cherche à se rassurer en se persuadant d'avoir affaire à un mythomane. Il procède cependant à des vérifications en épluchant les faits divers dans les journaux de l'époque et là, il doit se rendre à l'évidence : tout concorde. Adrien réalise alors de la nature de son travail : mettre en forme la confession d'un tueur en série.
Par ailleurs, les nerfs toujours à vif, Adrien est lui-même parfois pris de crises de violence et la vie avec lui, notamment pour Nora, n'est pas toujours facile.
Un soir, en rentrant chez lui, il a la désagréable surprise d'y trouver son éditeur et sa compagne, informés par Nora du livre en gestation. L'éditeur est lui aussi vraiment emballé. Cette indiscrétion de Nora met Adrien hors de lui. Alors qu'il veut tout arrêter, elle le convainc de continuer, car elle le prévient qu'elle ne restera pas avec un raté. 
Adrien reprend donc son travail chez Albert, qui lui raconte le meurtre suivant, celui d'un prof de danse un peu trop entreprenant, dans un camping en Ariège, à l'issue duquel Albert et Solange copulent à côté du cadavre de leur victime, sauvagement poignardée. Puis les meurtres s'enchaînent, commis le plus souvent l'été et avec une barbarie inouïe, tous plus atroces les uns que les autres et toujours dans le même contexte : Solange provoque des hommes, puis au dernier moment se dérobe, ce qui les rend violents et alors Albert intervient et les assassine à coups de couteau, de ciseaux ou autres armes blanches, après quoi les deux amants font l'amour sauvagement à côté du cadavre encore chaud de leur victime, excités par le frisson du crime qu'ils viennent de commettre. À chaque fois, maniaque et ordonné, Albert prélève une mèche de cheveux sur le mort et la range soigneusement dans une boite à musique.
Un jour, un couple frappe à la porte d'Albert, en présence d'Adrien. La femme, Nastya, une Allemande artiste tatoueuse, elle-même complètement tatouée, est une amie d'Albert, qui lui a donné sa chance en lui achetant sa première toile. Nastya et Adrien semblent instantanément attirés l'un par l'autre.
Pendant ce temps, le policier Carrel, qui a peu à peu circonscrit des facteurs communs à cette série de meurtres inexpliqués, est remonté jusqu'à Albert. Il arrive nuitamment à la grille de la ferme et repart avec le contenu d'un sac jeté à la poubelle. Il fait ensuite analyser les empreintes, qui coïncident avec celles relevées dans plusieurs meurtres, et notamment de celui de son père. Il n'y a plus de doute : il tient l'assassin multirécidiviste.
Un flash-back nous montre en effet qu'en 1978, des jeunes qui font la fête dans un cimetière découvrent un bébé dans un couffin déposé dans une chapelle funéraire du cimetière marin de Sète. C'est l'enfant d'un homme assassiné par Albert, que celui-ci a abandonné là pour s'en débarrasser, au grand désespoir de Solange, en mal d'enfant.
Ce bébé, c'est Carrel, le policier alcoolique et marginal, mais tenace. Bouleversé, il pense arriver au terme de son interminable quête et avoir enfin trouvé. Carrel va donc trouver Albert dans sa tanière et l'assomme d'emblée d'un coup de crosse. Il hésite cependant à l'abattre immédiatement, et pour réfléchir, va d'abord dans la cuisine boire un verre en laissant le vieil homme sur le sol. Erreur  : Albert l'assomme à son tour par derrière à l'aide d'une lourde statuette. Puis il le traîne jusqu'à la serre et le balance sans ménagement du haut des marches dans la champignonnière qui est au sous-sol.
En fouillant dans le portefeuille de Carrel, Albert s'aperçoit qu'il a affaire à un policier et qu'une enquête le concernant est en cours. Il va déposer la voiture de Carrel sur un parking, puis retourne en train chez lui où il se rase la barbe pour le cas ou quelqu'un l'aurait aperçu. 
Un flash-back nous montre ensuite Albert et Solange qui se disputent, Solange ayant des velléités de révolte contre cette vie de violence et de fureur dépourvue de sens. Pour une fois, elle se refuse à lui. Il prend alors un couple d'auto-stoppeurs. Et, après avoir assommé l'homme grâce à un subterfuge, court après la femme pour la violer. Mais l'homme reprend ses esprits et poignarde Albert, puis le couple s'enfuit. À l'hôpital, un policier demande à le voir et, alors que Solange et Albert s'attendent à être confondus, ils apprennent que la police pense qu'ils ont été les énièmes victimes d'un couple de tueurs en série sur lequel elle enquête depuis quelque temps. Un comble ! Albert en rit encore. Albert et Solange se prêtent à l'exercice du portrait-robot en se concertant de donner le portrait d'un couple de client de leur salon de coiffure afin d’égarer davantage la police dans ses investigations.
Pendant ce temps, la voiture de Carrel a été retrouvée et sa collègue Mathilde – seule à s'intéresser à lui en dépit des injonctions de sa hiérarchie, qui lui intime de laisser tomber – commence à s'alarmer.
Adrien, qui a loué un appart'hôtel pour travailler tranquillement, sans la présence de Nora, retourne à ses démons : nuit, alcool...il couche dans une boîte de nuit avec Nastya Il cherche à contacter Albert mais celui-ci est introuvable et, faute de pouvoir avancer dans le récit, il se remet sans succès à la boxe. Son éditeur s'inquiète de la direction du récit qu'li n'arrive pas à saisir.
Adrien reçoit enfin un coup de fil d'Albert qui lui apprend qu'il est hospitalisé. Il lui rend visite et Albert lui demande de lui laisser son dictaphone pour avancer dans son récit.
Sorti de l'hôpital et de retour chez lui, Albert descend dans la champignonnière retrouver Carrel, qui – laissé depuis plusieurs jours sans nourriture et sans eau avec une jambe cassée maintenue par deux attelles – est dans un triste état. Albert commence à bavarder avec lui : il lui confesse qu'il a hésité lorsqu'il l'a déposé bébé dans le cimetière : c'est vrai, il a failli le garder plutôt que de le laisser là. Cela aurait tellement fait plaisir à Solange…
Pendant ce temps, Adrien écoute le récit laissé par Albert à son intention sur le dictaphone : celui-ci raconte comment en 1980 il a accompagné Solange à Gênes pour rechercher son père. Ils sonnent chez l'homme, qui donne rendez-vous à Solange dans un café car il ne souhaite pas parler devant sa femme. Quand le père et la fille se retrouvent, l'entretien tourne court, ce qui met Albert en fureur. Il fonce à l'appartement massacrer le père de Solange à coups de fourchette. Ensuite, il fracasse le crâne de sa femme qui hurle, à l'aide d'une statuette (celle-là même qui lui a récemment servi à assommer Carrel), en présence de Nastya, leur fillette, terrorisée et cachée sous le lit.
C'est en 2002 qu'Albert a retrouvé par hasard la trace de Nastya – la demi-sœur de Solange – jeune artiste qui expose ses toiles. Il lui en achète une pour lui mettre le pied à l'étrier. Il ajoute que s'il avait été un peu plus jeune ou elle un peu plus vieille… Lorsqu'Adrien entend cela, il explose de rage. Il retrouve Nastya, mais ne parvient pas à avoir une relation sexuelle avec elle.
Nora, de son côté, accepte les avances d'un de ses collègues ; ils commencent à avoir un rapport, qu'elle interrompt. Elle a ensuite un malaise au cours duquel elle tombe dans son escalier. Elle apprend à l'hôpital qu'elle est enceinte.
Adrien arrive chez Albert hors de lui. Toutes ces horreurs, il pouvait les entendre tant que cela concernait des gens qu'il ne connaissait pas. Mais, à partir du moment où cela concerne Nastya, ça n'est vraiment plus possible. Albert lui demande de se calmer et s'engage à en finir le soir même avec son récit. Puis il se fait une piqûre d'insuline. Adrien découvre ainsi qu'Albert est, comme lui, diabétique. Albert lui confie qu'il s'agit d'un diabète de type « Mody », très rare et héréditaire, comme celui d'Adrien. Celui-ci comprend alors qu'il est le fils d'Albert, révélation qui lui est tellement insupportable qu'il étouffe Albert avec un oreiller. Il s'enfuit.
Un an plus tard, on retrouve Adrien avec Nora et leur bébé dans une agréable villa en Corse. Son roman Les Papillons noirs qu'il a écrit à partir du témoignage d'Albert est un succès. Son éditeur l'appelle pour lui apprendre qu'il va avoir le prix Femina et qu'il devoir passer quelques jours à Paris pour se montrer à ses lecteurs. Alors qu'il fait une lecture publique d'un passage de son livre dans une librairie parisienne, sa mère surgit et prend place dans l'auditoire. Crispé, Adrien s'interrompt, se lève et quitte la salle en la saisissant par le bras. Souffrant de ne pas voir son petit-fils, dont Adrien lui interdit l'accès, la vieille femme a voulu profiter du passage de son fils à Paris pour lui donner ses vieux habits de bébé afin qu'ils servent à son petit-fils. Adrien repousse brutalement son offre.
Pendant ce temps, Mathilde, la collègue de Carrel, apprend qu'un dégât des eaux s'est déclaré chez ce dernier. Elle fonce chez lui inspecter son appartement. Puis elle va fouiller le box de Carrel et éplucher les documents entreposés.
Adrien retrouve sa mère devant la tombe d'Albert. Elle lui apprend qu'elle s'est enfuie après la tuerie de Gênes et qu'elle a ainsi pu le garder, ce qui aurait naturellement été impossible si elle avait continué à vivre avec Albert. Adrien lui avoue alors qu'il a tué son père. Elle le réconforte, puis, inquiète, lui demande si quelqu'un pourrait faire le rapprochement entre lui et Albert. Seule Nastya est dans ce cas. Sous le prétexte de se faire tatouer, Catherine va sonder celle-ci : mais Nastya n'a manifestement pas lu le livre d'Adrien et affirme qu'elle n'en a pas l'intention. Tranquillisée, Catherine peut à son tour rassurer son fils.
Un flash-back montre qu'après avoir mis le feu à leurs souvenirs et à la boite à musique qui contient les mèches de cheveux de leurs victimes, Solange – la vraie, pas celle du récit d'Albert – s'enfuit à Bruxelles et refait sa vie avec Vim Winckler, un médecin de l'hôpital où elle travaille comme femme de ménage.
Adrien retourne voir Nastya. Pendant qu'il dort, celle-ci trouve son livre dans une poche et le parcourt. Bouleversée, elle lui raconte la véritable histoire de la mort de ses parents, alors qu'elle n'avait que cinq ans : ce n'est pas Albert, mais Solange qui les a massacrés.
Abasourdi, Adrien ne veut pas y croire. Elle le flanque à la porte.
De son côté, Mathilde arrive à la ferme d'Albert. Elle y trouve le corps en putréfaction de Carrel, avec « Mody » écrit sur le mur derrière lui. Elle appelle la police qui emporte le cadavre. Chamboulée, elle cherche ensuite à quoi peut correspondre ce terme et tombe sur l'auteur des Papillons noirs.
Pendant ce temps, Adrien retourne à l'usine de filature de son oncle en Belgique. Là, la vieille secrétaire fait allusion aux journaux de l'époque. Il court consulter les archives des journaux et découvre que sa mère a été acquittée après avoir tué son mari, Vim Winkler. La légitime défense avait été retenue, Catherine plaidant qu'elle était victime de violences conjugales de la part de Vim Winkler. Alors, Adrien reconstitue et remet à l'endroit tout ce qu'Albert lui avait raconté : celui-ci s'est sacrifié pour endosser toute la responsabilité des crimes commis. Ce n'est pas lui le tueur psychopathe, mais  Solange, c'est-à-dire sa propre mère, Catherine. 
Tous les passages du récit d'Albert sont alors revisités avec, cette fois, une Solange – physiquement différente, une jeune femme plus banale loin de la beauté rousse fantasmée par Adrien – tueuse frénétique et non plus seulement passive. 
Il a une violente explication avec sa mère. Elle nie tout, sauf le meurtre de Vim, mari violent, quand il a voulu s'en prendre à leur fils. Désemparé, Adrien part en claquant la porte.
Il s'attelle à rétablir les faits dans un ultime chapitre qui serait un complément à son roman. Mais son éditeur l'appelle et lui dit que la police le recherche. Adrien hurle alors à son éditeur – qui n'y comprend rien car, pour lui, Les Papillons noirs ne sont qu'une fiction tirée de l'imagination d'Adrien – que tout ce qu'il a raconté dans son livre est faux, qu'il va ajouter un addendum relatant la véritable histoire.
Au petit matin, la police est au bas de son immeuble. Adrien parvient à s'enfuir, son ordinateur portable à la main. La police à ses trousses, il réussit à terminer sa mise au point et à l'envoyer à Nora pour qu'elle la fasse paraître.
Au même moment, son portable sonne : c'est Nora qui lui laisse un message : sa mère est chez eux, elle ajoute qu'il aurait pu la prévenir. Adrien lui hurle d'éloigner le bébé de Catherine. Mais celle-ci a entendu leur conversation via le babyphone allumé et, quand Nora revient, Catherine a pris l'enfant et, la menaçant d'un couteau, lui dit, soudain glaciale, que tout ça c'est à cause d'elle, car elle n'a pas su tenir sa langue. Elle lui a en effet raconté la trame du "roman" sur lequel travaillait Adrien, et Catherine y a reconnu sa propre histoire. Catherine installe l'enfant dans sa voiture et démarre en trombe. Nora, dévale la colline en courant pour la rattraper, lui barre la route et parvient à récupérer son fils. Albert jeune est en effet apparu à Catherine dans la voiture, et lui a demandé in extremis de ne pas écraser Nora et de lui rendre l'enfant.
Un ultime flash-back montre Catherine venue, quelque temps plus tôt, rendre visite à Albert dans sa ferme et le convaincre – puisque, du fait de son état de mourant, il n'a plus rien à perdre – de tout prendre sur lui, ce qu'il accepte.
La fin montre Mathilde qui procède à l'interrogatoire de « Mody ». Il décline son identité : « Adrien Desiderio »…
Et pour clore ce drame « familial », après le générique de fin, une ultime scène complète le souvenir d'Adrien enfant. Son père adoptif le gifle à la suite d'une provocation d'enfant. À la suite du geste de son mari sur son fils, Catherine le poignarde à mort puis console son fils. Elle part ensuite dans la salle de bain s'infliger avec la ceinture de son mari des sévices, afin de pouvoir évoquer la légitime défense.

## Distribution
- Nicolas Duvauchelle : Adrien Vim Winkler, alias Mody, écrivain
- Niels Arestrup : Albert Desiderio
- Alice Belaïdi : Nora, chercheuse en médecine et compagne d'Adrien
- Sami Bouajila : Carrel, policier
- Axel Granberger (de) : Albert jeune
- Alyzée Costes (de) : Solange, la compagne d'Albert et demi-sœur de Nastya
- Brigitte Catillon : Catherine, la mère d'Adrien
- Lola Créton : Catherine jeune
- Marie Denarnaud : Mathilde, policière équipière de Carrel
- Henny Reents (de) : Nastya, artiste underground allemande

## Roman
Un roman, tel qu'il apparaît à la fin de la série, est écrit par Gabriel Katz reprenant le pseudonyme « Mody ». Il affiche la photo de Nicolas Duvauchelle, et est publié en 2022 par les éditions Le Masque.